# Hioki Eki

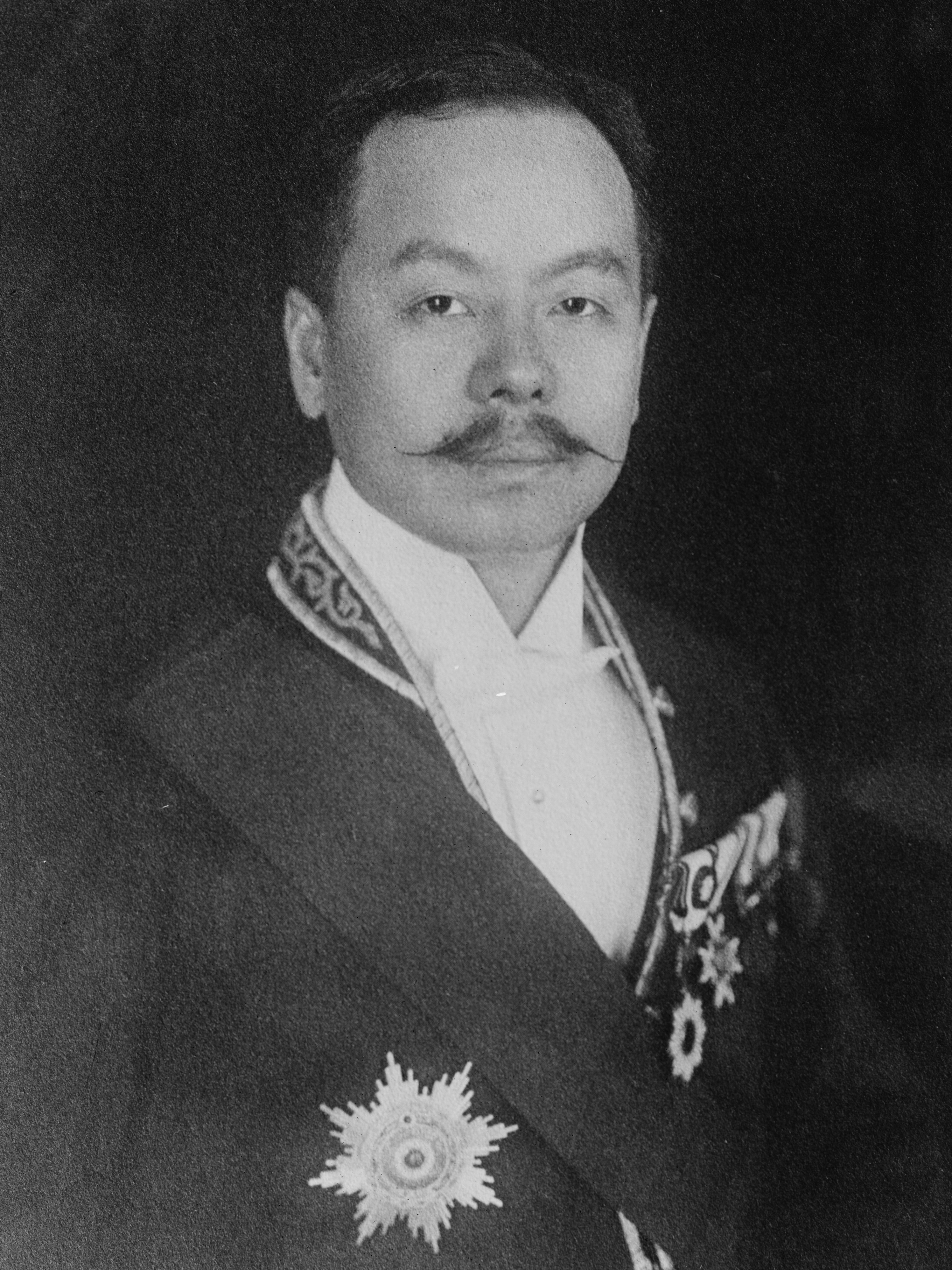
Hioki Eki

Hioki Eki (japanisch 日置 益; * 21. Dezember 1861 (traditionell: Bunkyū 1/11/20) in der Präfektur Mie; † 22. Oktober 1926) war ein japanischer Diplomat.

## Leben
Hioki Eki studierte Rechtswissenschaft an der Universität Tokio, trat 1888 in den auswärtigen Dienst wurde ein Sankt Petersburg und Pjöngjang beschäftigt.
Von 1900 bis 1904 war er in China beschäftigt. Vom 16. September 1907 bis 1. August 1908 war er Geschäftsträger in Berlin. Hioki Eki war von 1908 bis 1914 war als Gesandter in Lima und Santiago de Chile akkreditiert. Ab 1909 war er auch in Buenos Aires akkreditiert. Von 1914 bis 1916 Gesandter in Peking. Er löste dort Yamaza Enjirō ab, der verstorben war. Er beschäftigte sich mit japanophoben Darstellungen in chinesischen Schulbüchern (Anti-Japanese sentiment). Anfang 1915 bot die japanische Regierung der chinesischen Regierung an, in China ein japanisches Protektorat zu errichten.
Von 1918 bis 1920 war er Gesandter in Kopenhagen und Stockholm. Von 1920 bis 1924 war er Gesandter in Berlin. Ab 26. Oktober 1925 verhandelte er auf der Special Tariff Conference in Peking.